# 河内長野市のニュータウン

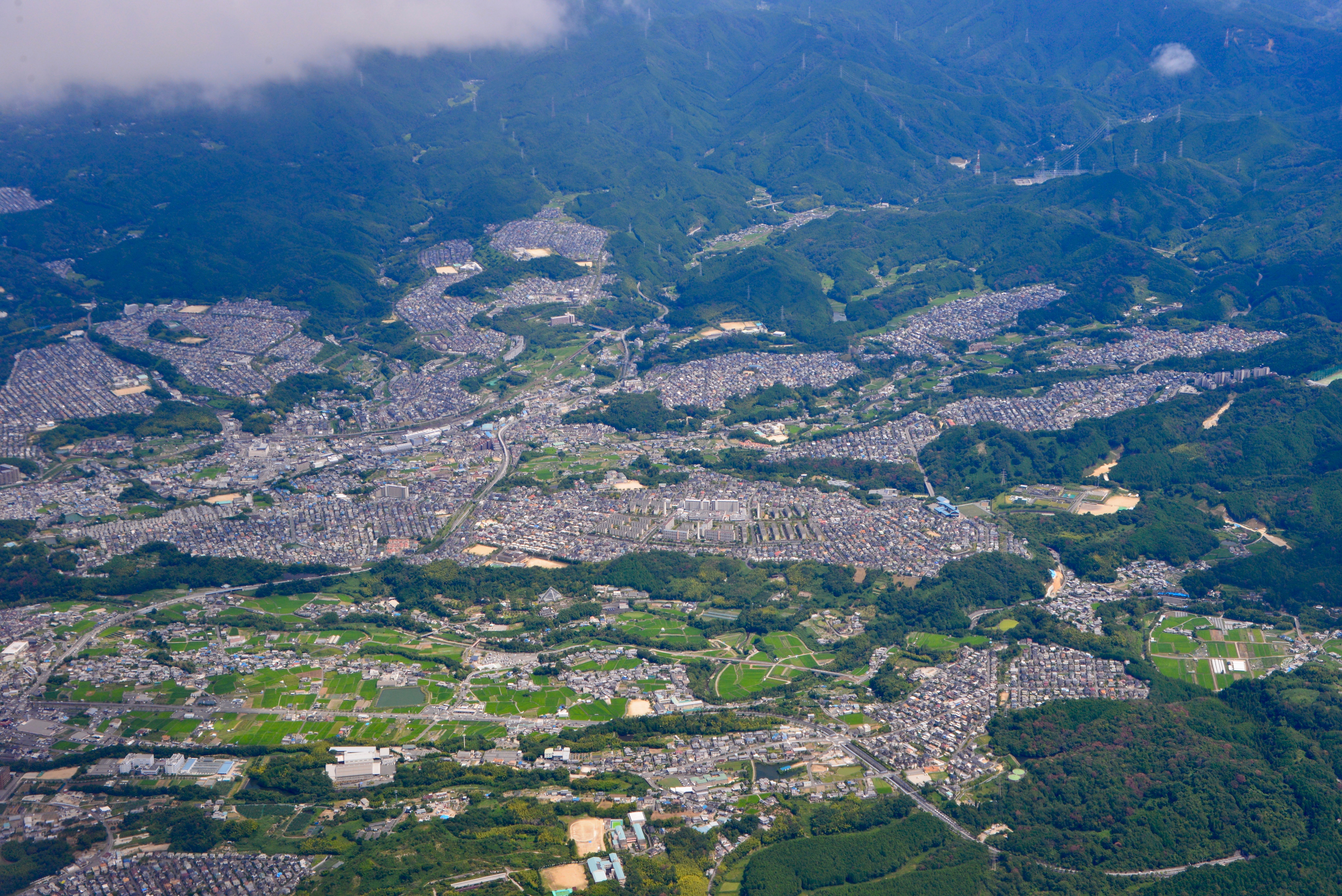
丘陵地帯のニュータウン群

河内長野市のニュータウン（かわちながのしのニュータウン）では、大阪府河内長野市の丘陵地帯を中心に計画・建設されたニュータウン群について記述する。

## 概要

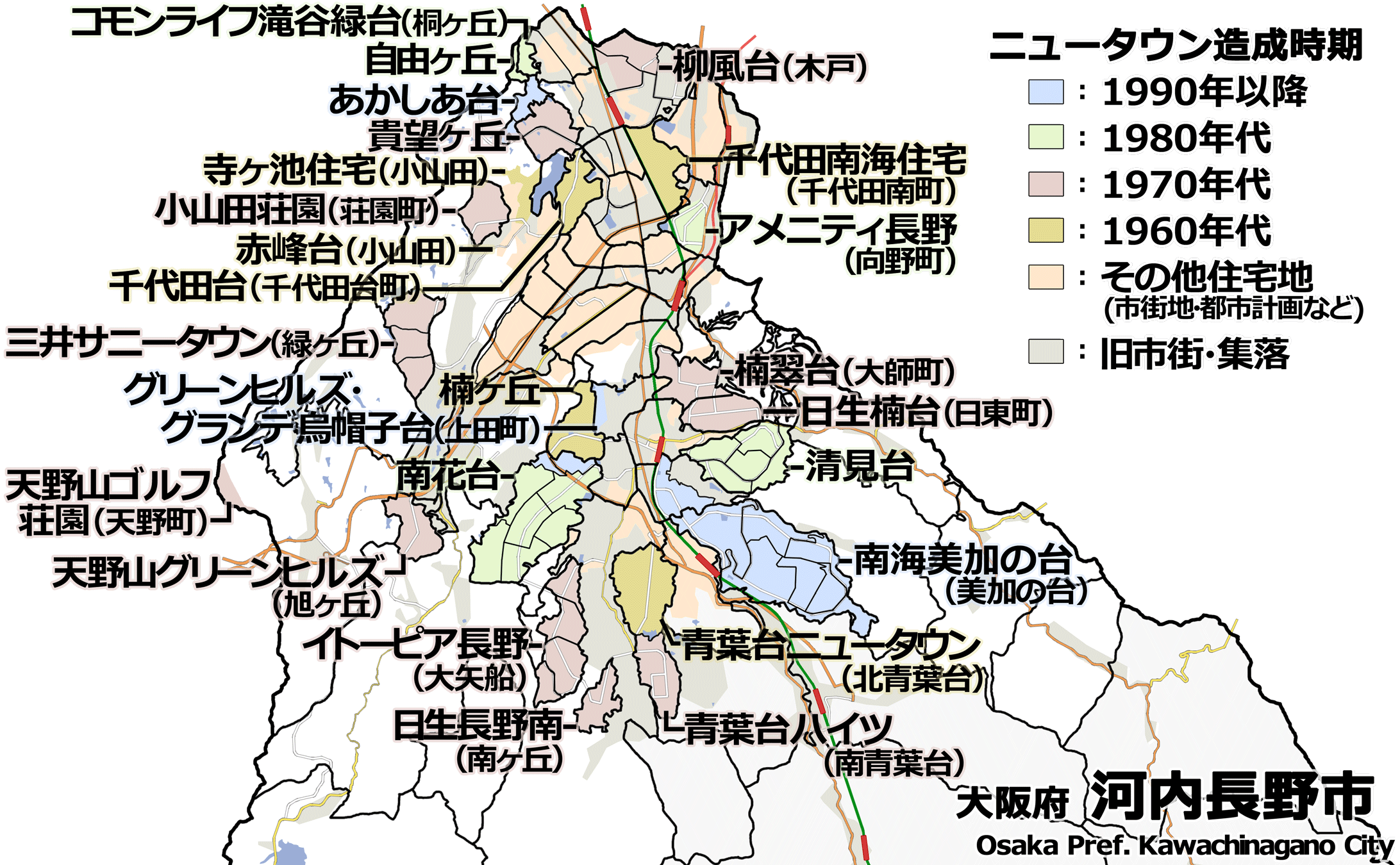
市内のニュータウン一覧（造成期別に色分け）

河内長野市発足時には市内に広い未利用地が存在し、また都心まで30分圏という立地条件であることから、大阪のベッドタウンとして、多くの企業が小中規模のニュータウン造成を計画した。1961年（昭和36年）に千代田地区に「千代田台」が造成され始めたのをきっかけに、各地区でニュータウンが計画、造成されている。
河内長野市内のニュータウンは、各企業がおおよそ500から3000世帯規模の住宅地をそれぞれに開発したため、団地のような形態の住宅地は少なく、とりわけ一戸建て住宅が多い。また、そういった経緯から「多摩ニュータウン」のような総称は存在せず、各住宅地個別にニュータウン名が設定されている。ニュータウン名が異なっても地形的に一体化している地域も多く、2つの住宅地から成る「青葉台」のように複数でひとつのニュータウンとして認識されている場合があり、特に平地部では小規模住宅地が一体化する傾向にある。
南海高野線の千代田駅、河内長野駅、三日市町駅、美加の台駅の4駅を中心とした近隣の丘陵地域に各住宅地・団地がある。ただし、先述の通り南海電気鉄道が一帯をニュータウン開発をしたわけではないため、駅周辺は高野街道に代表されるような昔ながらの町並みが残っている地域が多く、その郊外にニュータウンを形成している。そういった過程から、駅周辺の再開発は遅れていたが、平成以降にノバティながのやフォレスト三日市などの駅ビルをはじめとした駅前整備がなされた。

### 現在の規模
ニュータウンの全域が河内長野市に含まれる。平成20年3月末現在の市内全体の開発面積は約798.8haで、世帯数は22,204世帯、人口は58,016人である。ただし、これはニュータウン名が設定されているもののみの集計で、実際には以下に記す住宅地以外に高向や上原、加賀田、片添町、錦町、野作町、原町などに開発エリアが存在する。
現在は大型ニュータウンの造成は行われていないが、既存の住宅地の再開発や小規模住宅地の新規造成が進んでいる。また、河内長野市都市計画の一環として河内長野駅東地区、三日市町駅東地区、小山田町、上原町、高向などの都市開発が検討されており、特に上原町、高向では、農地の保全に配慮しつつ整備が計画されている。

## 歴史
以下の年表の造成入居については『河内長野市都市計画』住宅団地一覧を参照する。
- 1961年 - 千代田台の造成を開始。
- 1963年 - 南海千代田南の造成を開始。
- 1967年 - 千代田台、南海千代田南の入居が始まる。寺ヶ池住宅、楠ヶ丘団地の造成を開始。
- 1968年 - 貴望ヶ丘団地、青葉台ニュータウン、天野山ゴルフ荘園の造成を開始。
- 1969年 - 寺ヶ池住宅、青葉台ニュータウンの入居が始まる。青葉台ハイツの造成を開始。
- 1970年 - 貴望ヶ丘団地の入居が始まる。日生楠台、小山田荘園、天野山グリーンヒルズ、日生長野南、イートピア長野、楠翠台、三井サニータウン、南花台の造成を開始。
- 1972年 - 青葉台ハイツ、小山田荘園の入居が始まる。
- 1973年 - 天野山ゴルフ荘園、日生楠台、天野山グリーンヒルズの入居が始まる。
- 1974年 - イートピア長野、楠翠台の入居が始まる。
- 1975年 - 日生長野南、三井サニータウン、楠風台の入居が始まる。
- 1979年 - コモンライフ滝谷緑台の造成が始まる。
- 1980年 - 清見台の造成が始まる。
- 1981年 - 南海美加の台の造成が始まる。
- 1982年 - あかしあ台の造成が始まる。
- 1983年 - コモンライフ滝谷緑台の入居が始まる。
- 1984年 - 美加の台駅が開業する。
- 1985年 - 清見台の入居が始まる。
- 1988年 - 南花台の入居が始まる。
- 1989年 - 南海高野線河内長野駅前の再開発工事が完了。ノバティながのが開業。
- 1992年 - 河内長野市立文化会館「ラブリーホール」がオープン。
- 1993年 - 美加の台の入居が始まる。
- 2000年 - あかしあ台の入居が始まる。
- 2002年 - 市民交流センターと図書館の複合施設「キックス」がオープン。
- 2007年 - 三日市町駅前の再開発が完了、フォレスト三日市がオープン。

## 一覧
以下の住宅団地について、開発面積が1ha以上のものを挙げる。世帯数と人口は平成20年度3月末のものである。また、世帯数の括弧内は計画世帯数を表す。これらの情報は『河内長野市都市計画』住宅団地一覧によるものである。

### 小山田荘園
小山田町に南海小山田団地（南海小山田荘園）として南海電気鉄道によって計画された。都市公園は荘園町第1-4公園がある。
- 所在地 - 荘園町
- 開発年 - 昭和45～47年
- 開発面積 - 26.9ha
- 世帯数 - 672戸（640戸）
- 人口 - 1,669人

### 寺ヶ池住宅
小山田町に八幡不動産によって計画された。寺池台公園という都市公園がある。
- 所在地 - 小山田町
- 開発年 - 昭和42～44年
- 開発面積 - 7.6ha
- 世帯数 - 232戸（250戸）
- 人口 - 610人

### アメニティ長野
主にマンションで構成される。向野地区の再開発事業として計画され、アメニティ長野の建設とその周辺の区画整備が行われた。向野第1-2公園という都市公園があるほか、河川地下化によって整備された向野緑道がある。全域が高度利用地区に指定されている。
- 所在地 - 向野町
- 開発年 - 昭和63～平成3年
- 開発面積 - 5.0ha
- 世帯数 - （455戸）

### 旧河内長野日立団地
昭和41年1月10日の造成開発計画によると、日立造船が旧河内長野日立団地として小山田町に開発面積20.0ha、計画戸数250戸、計画人口1,000人で、昭和42年から昭和44年の予定で計画された。日立造船の社宅として入居を開始したのち、1970年代に増棟した。1990年代には経営難から市に売却・解体された。現在は一戸建て住宅およびマンションのグランヒル千代田寺ヶ池I-IV番館とプレコート壱、弐番館に転用されている。
- 所在地 - 小山田町
- 開発年 - 昭和42年～44年（計画）
- 開発面積 - 20.0ha

### 赤峰台
主に一戸建て住宅で構成される。赤峰台第1-3緑地という都市公園がある。
- 所在地 - 小山田町
- 開発年 - 1960年代～70年代

### 千代田台
千代田台郵便局、都市公園の千代田台住宅緑地がある。府営千代田台住宅が1-16号棟ある。
- 所在地 - 千代田台町
- 開発年 - 昭和36～42年
- 開発面積 - 25.0ha
- 世帯数 - 1,019戸
- 人口 - 2,109人

### 千代田南海住宅
南海電鉄によって開発された。都市公園としては千代田南第1-5公園がある。
- 所在地 - 千代田南町
- 開発年 - 昭和38～42年
- 開発面積 - 31.0ha
- 世帯数 - 925戸（730戸）
- 人口 - 2,105人

### 柳風台
公営住宅として開発された。また、柳風台の一部である千代田団地はUR都市機構によって開発され、UR都市機構千代田団地1-3号棟を中心に千代田第2住宅などの住宅が並んでいる。都市公園としては柳風台第1-3公園、木戸第1-4公園、千代田団地第1-2公園がある。
- 所在地 - 木戸
- 開発年 - 昭和50～52年
- 開発面積 - 8.3ha
- 世帯数 - 355戸（294戸）
- 人口 - 754人

### 貴望ヶ丘団地
小山田町に貴望ヶ丘住宅団地として開発観光と日生不動産によって計画された。北貴望ヶ丘と南貴望ヶ丘で構成されている。団地としては府営貴望ヶ丘住宅が1-14号棟が北貴望ヶ丘の東側にある。そのほかは一戸建てを主としながら、南貴望ヶ丘パークホームズ、PARK COURT貴望ヶ丘といったマンションがある。都市公園の貴望ヶ丘公園が団地と住宅地の間にある。
- 所在地 - 北貴望ケ丘、南貴望ケ丘
- 開発年 - 昭和43～45年
- 開発面積 - 26.6ha
- 世帯数 - 1,329戸（1,190戸）
- 人口 - 3,102人

### あかしあ台
1丁目と2丁目で構成されるが、貴望ヶ丘団地の一部として一体化している。都市公園としてはあかしあ台第1-9公園がある。メゾン貴望ヶ丘というマンションが立地する。
- 所在地 - あかしあ台
- 開発年 - 昭和58～平成12年
- 開発面積 - 11.6ha
- 世帯数 - 497戸（581戸）
- 人口 - 1,685人

### コモンライフ滝谷緑台
大阪狭山市茱萸木8丁目、自由ヶ丘、あかしあ台の一部と一体化している。桐ヶ丘第1-3公園という都市公園がある。
- 所在地 - 桐ケ丘
- 開発年 - 昭和54～58年
- 開発面積 - 5.0ha
- 世帯数 - 247戸（193戸）
- 人口 - 651人

### 自由ヶ丘
ほぼマンションで構成されており、コモンライフ滝谷緑台（桐ヶ丘）と一体化している。
- 所在地 - 自由ケ丘
- 開発年 - 昭和61～平成元年
- 開発面積 - 1.3ha
- 世帯数 - （302戸）

### 南花台

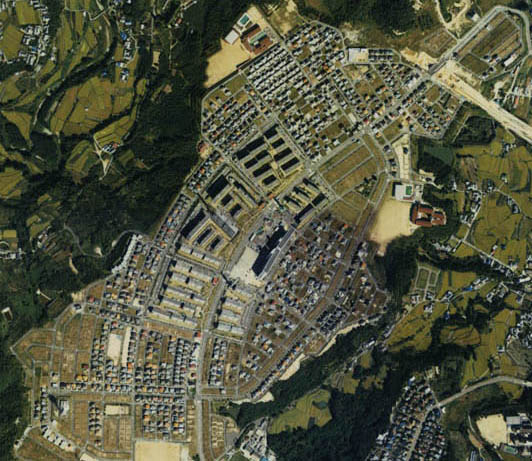
南花台（1980年代）

河内長野市内で最も世帯数及び人口の多いニュータウン。小塩町に小塩台団地として藤田組によって、面積98.00ha、世帯数2,200戸、人口8,800人で当初計画され、その後公団住宅として開発された。国道371号バイパスが立体交差で縦断した構造になっている。南北方向に延びる大通りにはコノミヤ南花台店を中心に商店等が並んでおり、3丁目には南花台アーバンコンフォートとUR都市機構南花台団地が46棟で構成されている。7,8丁目では建築協定の締結がされており、クローバーハイツ南花台がある。都市公園としては、南花台第1-14緑地、小塩公園がある。
- 所在地 - 南花台
- 開発年 - 昭和45～63年
- 開発面積 - 103.7ha
- 世帯数 - 3,489戸（3,525戸）
- 人口 - 9,418人

### 楠ヶ丘団地
上田町に度重商店によって、開発面積14.74ha、世帯数450戸、人口1,800人として昭和45年までの予定で当初計画された。団地とついているが全域が住宅地となっている。都市公園の楠ヶ丘公園と楠ヶ丘南公園がある。住宅協定の締結がされている。
- 所在地 - 楠ケ丘
- 開発年 - 昭和42年～(分譲中)
- 開発面積 - 32.9ha
- 世帯数 - 939戸（750戸）
- 人口 - 2,604人

### グリーンヒルズ・グランデ烏帽子台
楠ヶ丘団地に隣接するようにして烏帽子台が開発された。
- 所在地 - 上田町
- 開発年 - 不詳（分譲中）
- 開発面積 - 4.4ha
- 世帯数 - （190戸）

### 日生楠台

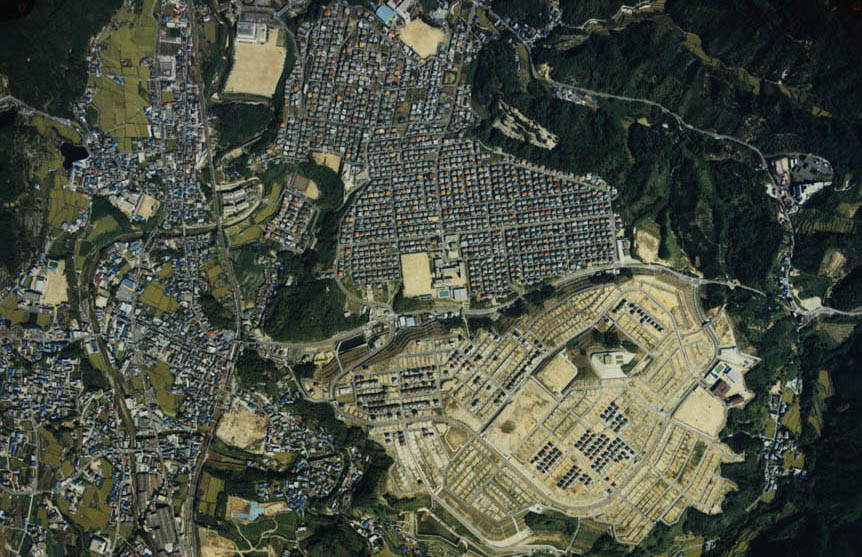
日東町、大師町、清見台（1980年代）

三日市町に日生住宅三日市団地として日生住宅によって計画されたのち、日生楠台として開発された。楠台第1-3公園という都市公園がある。住宅地内には市立郷土資料館がある。
- 所在地 - 日東町
- 開発年 - 昭和45～48年
- 開発面積 - 38.0ha
- 世帯数 - 781戸（813戸）
- 人口 - 1,909人

### 楠翠台
三日市町に大末住宅団地として大末組によって計画された。「楠翼台」と表記されることもある。周辺には大型店舗であるイズミヤ河内長野店がある。住宅地内には都市公園の大師公園がある。住宅協定の締結がされている。
- 所在地 - 大師町
- 開発年 - 昭和45～49年
- 開発面積 - 19.6ha
- 世帯数 - 609戸（523戸）
- 人口 - 1,502人

### 三井サニータウン
三井河内長野団地として三井不動産によって計画された。緑ヶ丘北町、緑ヶ丘中町、緑ヶ丘南町で構成されている。緑ヶ丘郵便局が住宅地内にある。都市公園としては緑ヶ丘北第1-3公園、緑ヶ丘中第1-2公園、緑ヶ丘南第1-2公園があり、遊歩道は緑ヶ丘第1-3緑道として花壇が続いている。住宅協定の締結がされている。
- 所在地 - 緑ケ丘北町、緑ケ丘中町、緑ケ丘南町
- 開発年 - 昭和45～50年
- 開発面積 - 45.1ha
- 世帯数 - 1,570戸（1,500戸）
- 人口 - 3,896人

### 天野山グリーンヒルズ
高向に天野山スカイタウンとして旭化成工業によって計画された。都市公園としては旭ヶ丘第1-10緑地がある。
- 所在地 - 旭ケ丘
- 開発年 - 昭和45～48年
- 開発面積 - 27.6ha
- 世帯数 - 632戸（560戸）
- 人口 - 1,595人

### 天野山ゴルフ荘園
天野町に大和開発観光によって計画された。天野山カントリークラブに隣接しており、その付属として造成されたため、現在も多くが空き地のまま計画世帯数を大幅に下回る戸数しか着工していない。
- 所在地 - 天野町
- 開発年 - 昭和43～48年
- 開発面積 - 6.4ha
- 世帯数 - 18戸（56戸）
- 人口 - 35人

### イトーピア長野

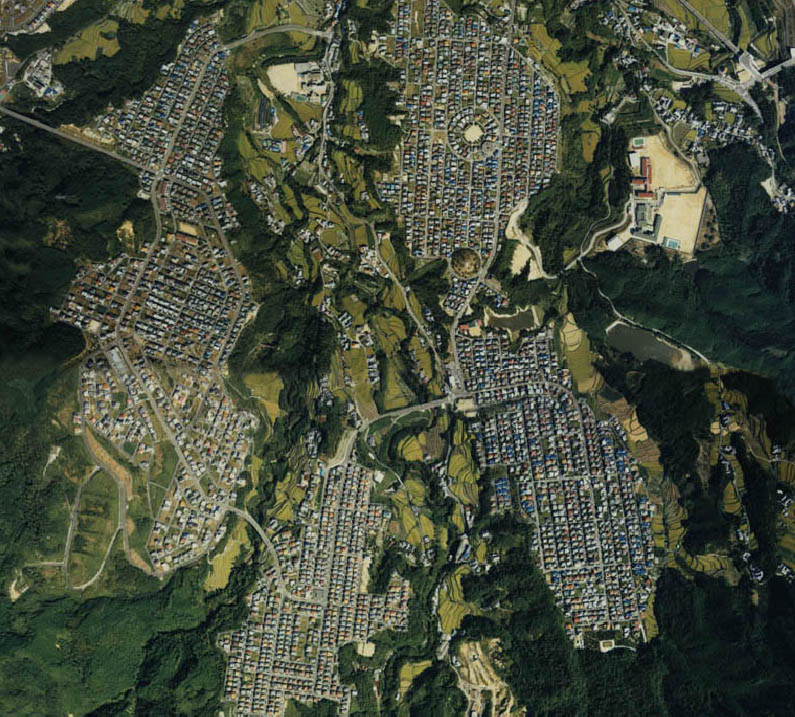
青葉台、大矢船、南ケ丘（1980年代）

加賀田にイトーピア河内長野（伊藤ピア河内長野）として伊藤忠不動産によって計画された。北町、中町、南町、西町で構成されており、西町はロジェ長野448の1-5号棟がある。都市公園としては大矢船第1-14公園がある。南町では住宅協定の締結がされている。
- 所在地 - 大矢船北町、大矢船中町、大矢船南町、大矢船西町
- 開発年 - 昭和45～49年
- 開発面積 - 69.1ha
- 世帯数 - 1,688戸（1,700戸）
- 人口 - 4,443人

### 青葉台ニュータウン
加賀田に第一次青葉台ニュータウンとして大登興産によって計画された。都市公園としては北青葉台第1-8緑地があり、北側に青葉台郵便局がある。
- 所在地 - 北青葉台
- 開発年 - 昭和43～44年
- 開発面積 - 38.3ha
- 世帯数 - 1,121戸（1,000戸）
- 人口 - 2,875人

### 青葉台ハイツ
加賀田に第二次青葉台ニュータウンとして大登興産によって計画された。都市公園としては南青葉台第1-5公園がある。
- 所在地 - 南青葉台
- 開発年 - 昭和44～47年
- 開発面積 - 28.6ha
- 世帯数 - 812戸（750戸）
- 人口 - 2,001人

### 日生長野南
加賀田に日生長野団地として日生不動産によって計画された。南ケ丘第1-5公園という都市公園がある。
- 所在地 - 南ケ丘
- 開発年 - 昭和45～50年
- 開発面積 - 25.6ha
- 世帯数 - 620戸（650戸）
- 人口 - 1,618人

### 南海美加の台

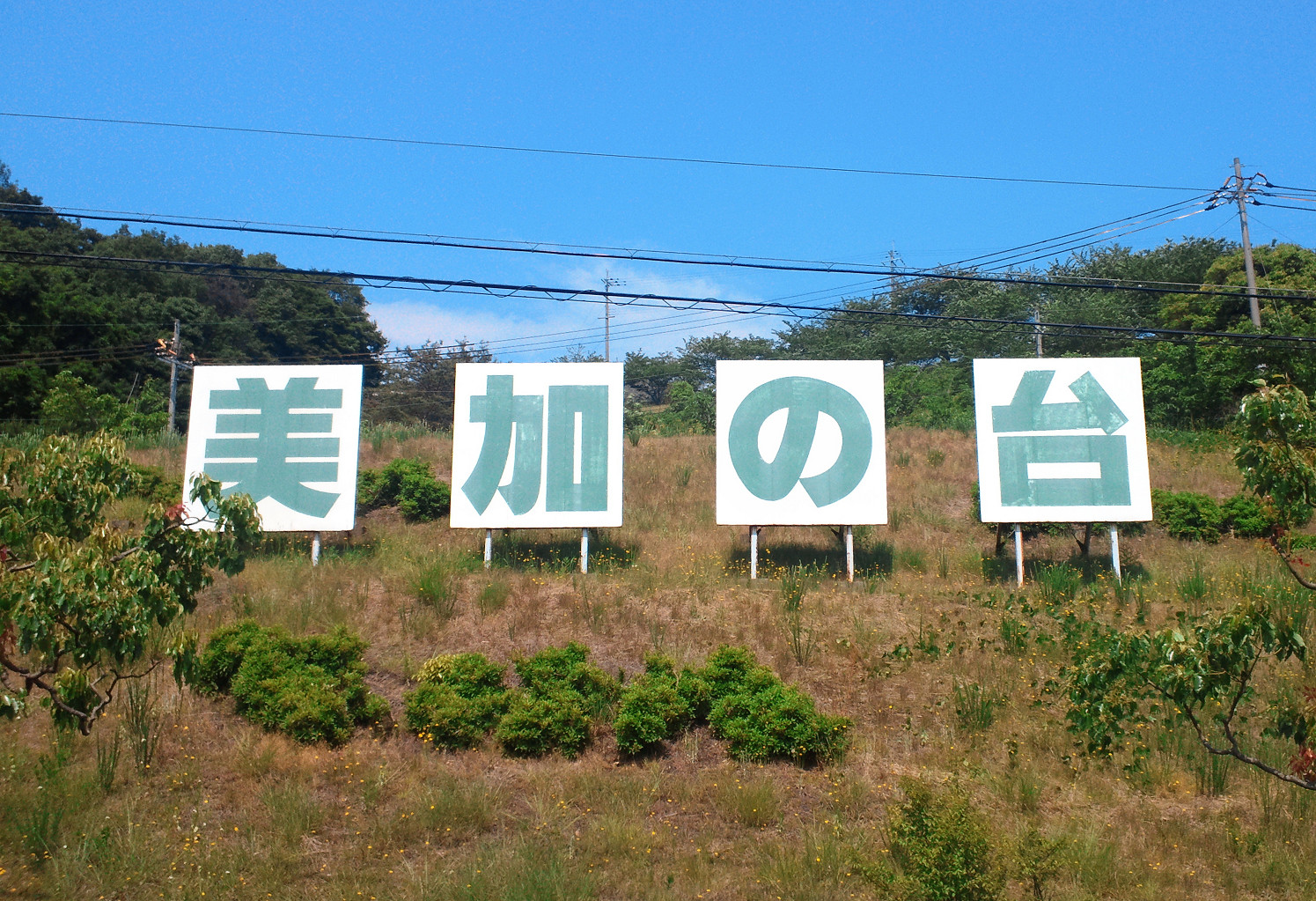
美加の台駅付近の看板

南海電気鉄道によって計画された河内長野市内で最も開発面積の広いニュータウン。7丁目に「みやび坂」と呼ばれる高級住宅街があるほか、規定区域内にはデイリーカナートはやし美加の台店を中心に美加の台郵便局や商店等が集中して構えている。児童公園としては、美加の台第1-10公園がある。
- 所在地 - 美加の台
- 開発年 - 昭和56～平成5年
- 開発面積 - 148.9ha
- 世帯数 - 2,867戸（3,000戸）
- 人口 - 8,287人

### 清見台
三日市町に開発観光によって開発された。住宅協定の締結がされている。東地域に属するが、市立美加の台中学校区ではなく市立東中学校区となっている。サニータウン長野清見台というマンションがあり、児童公園としては清見台第1-10緑地がある。この地域は河内長野市内テレビ中継局が設置されている。
- 所在地 - 清見台
- 開発年 - 昭和55～60年
- 開発面積 - 73.0ha
- 世帯数 - 1,759戸（1,680戸）
- 人口 - 5,148人

## 主な施設

### 公的住宅開発事業
| 千代田地域 - 府営長野千代田（1960年） - 市営桜ヶ丘（1966、1995年） - 府営貴望ヶ丘（1968年） - 公団千代田（1975-1981年） - 府営河内長野木戸（1988-1997年） - 公社河内長野向野（1991-1994年） - 雇用促進木戸宿舎（1967年） 長野地域 - 市営栄町（1953、1997年） - 市営昭栄（1956年） - 市営小山田（1965年） - 府営千代田台（1966年） - 公社河内長野駅前（1986-1987年） | 三日市地域 - 市営三日市東（1953年） - 市営三日市（1954年） - 府営河内長野三日市（1974年） - 公団南花台（1974-1977年） - 公団三日市（1986-1991年） 加賀田地域 - 市営石仏（1963年） - 公社大矢船西（1990-1992年） - 雇用促進加賀田宿舎（1963年） - 公社清見台（1986年） |

### 公共施設
- 河内長野市立文化会館（ラブリーホール）
- キックス
  - 河内長野市立図書館
  - 河内長野市立市民交流センター
- ノバティホール
- 河内長野市立武道館

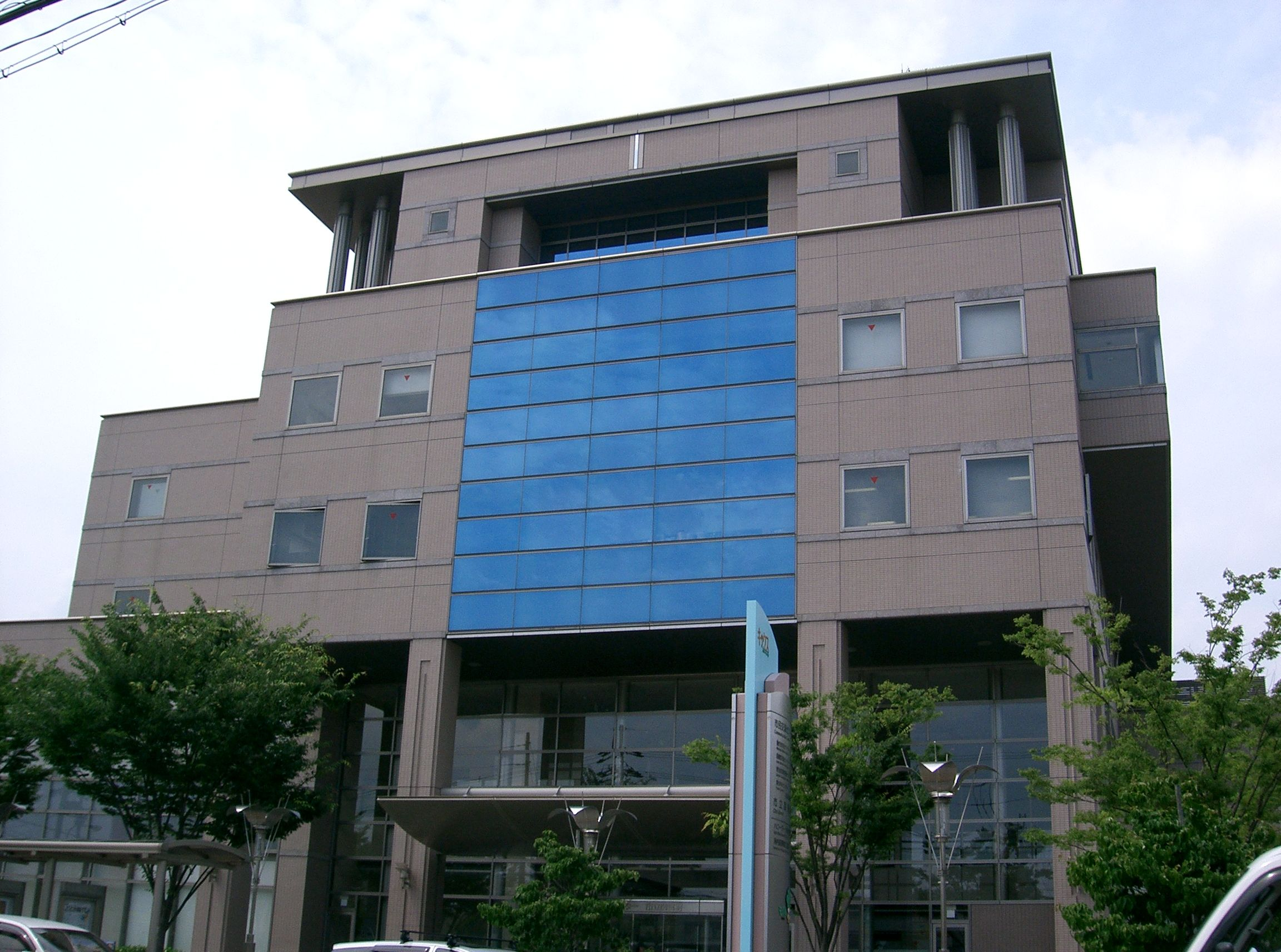
キックス（図書館・市民交流センター）

- あいっく（河内長野市立子ども・子育て総合センター）
- 市民総合体育館
- 大師総合運動場
- 下里総合運動場

### 学校
- 大阪千代田短期大学
- 河内長野看護専門学校
- 大阪府立長野高等学校
- 大阪府立長野北高等学校
- 大阪暁光高等学校
- 清教学園中学校・高等学校

### 医療機関
- 国立病院機構 大阪南医療センター

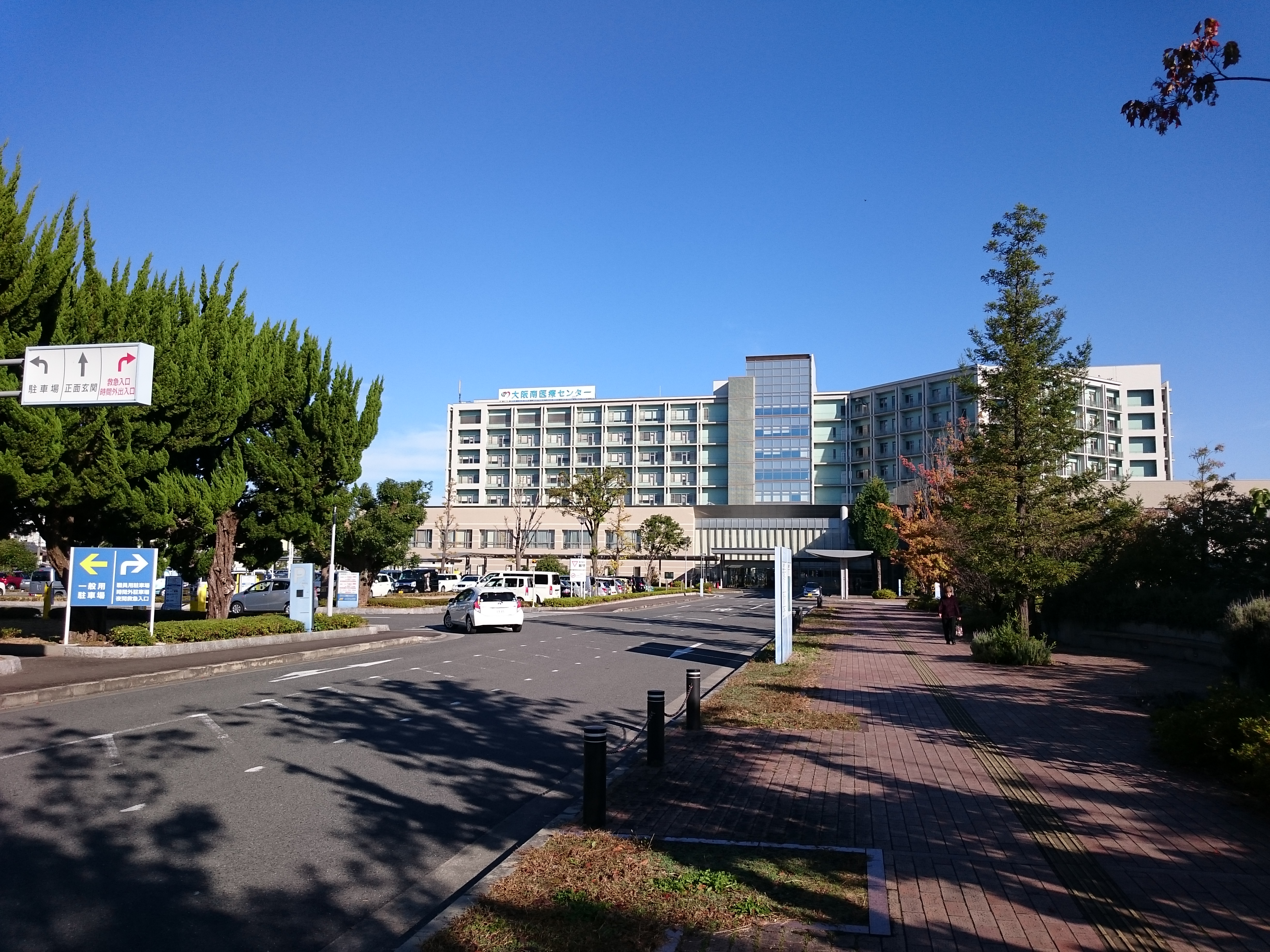
大阪南医療センター

- 河内長野府民健康プラザ（富田林保健所河内長野支所）
- 河内長野市立保健センター
- 河内長野市立休日急病診療所
- 寺元記念病院
- 岡記念病院
- 青山第二病院
- てらもと医療リハビリ病院
- 澤田病院

### 商業施設

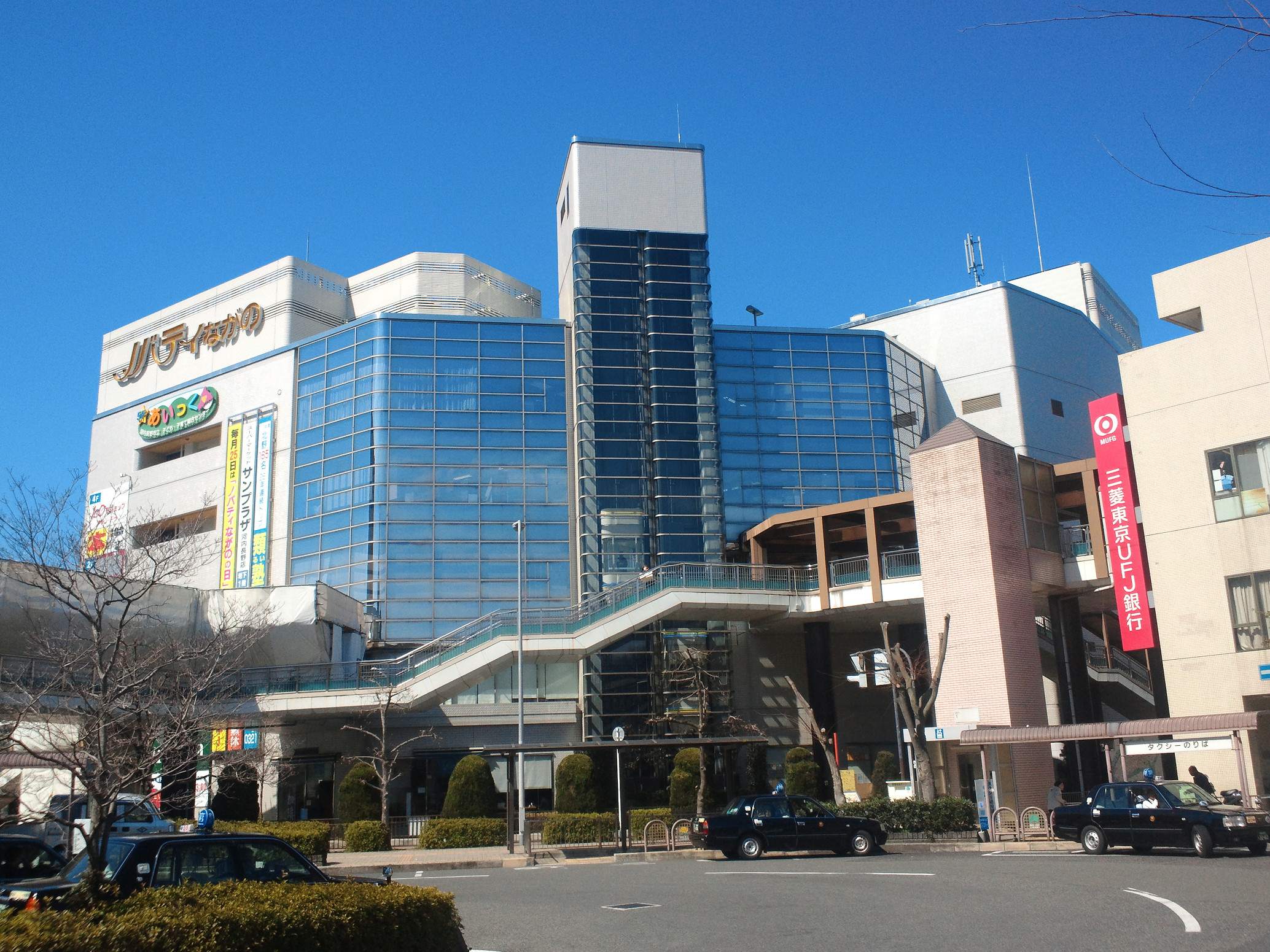
ノバティながの（河内長野駅前）

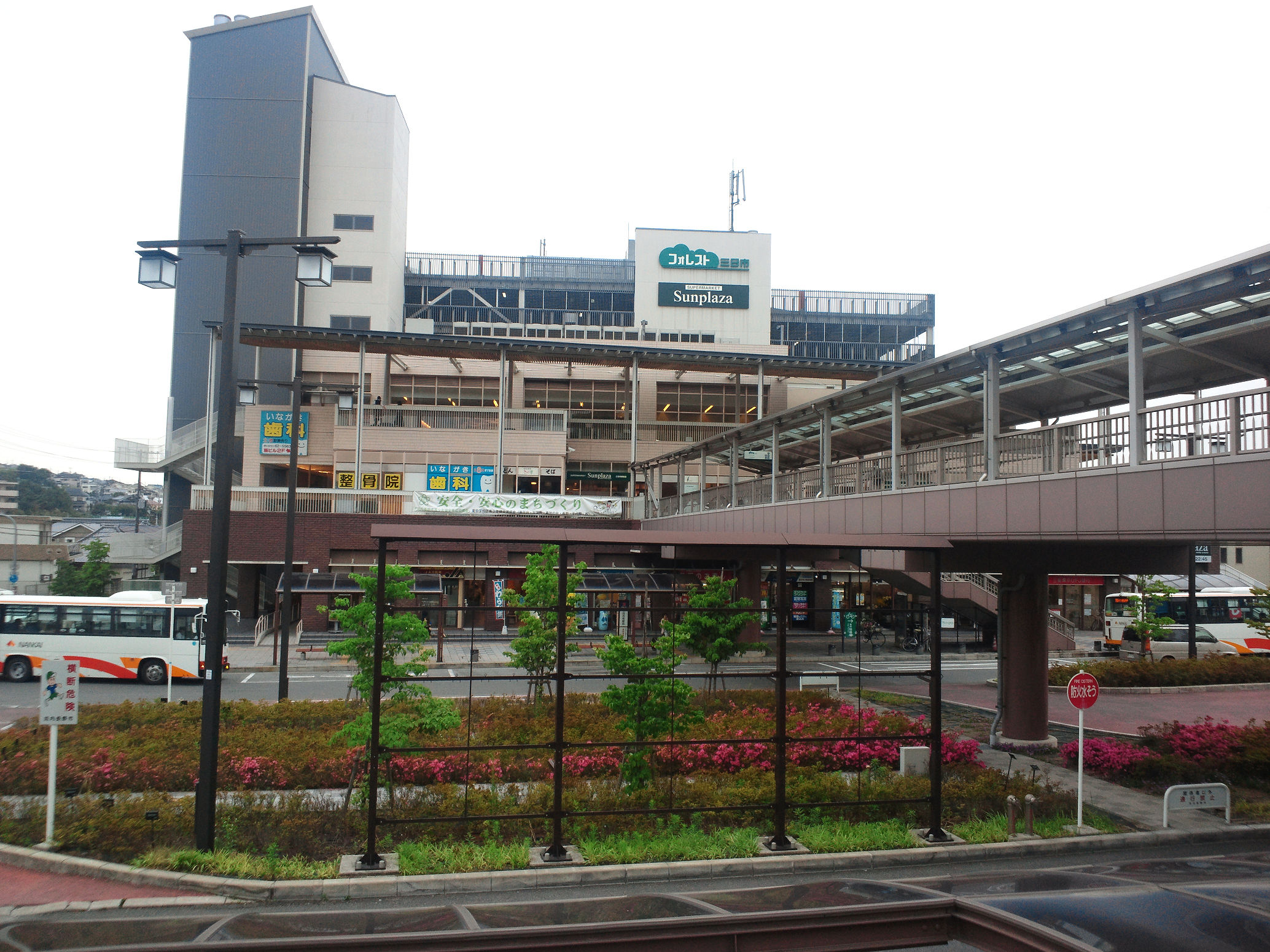
フォレスト三日市（三日市町駅前）

- ノバティながの
- フォレスト三日市
- ロイヤルホームセンター 河内長野
- ホームプラザナフコ河内長野店
- エディオン河内長野店
- オークワ河内長野店
- コノミヤ南花台店
- イズミヤ河内長野店
- 西友千代田店
- デイリーカナートはやし美加の台店
- ケーズデンキ千代田パワフル館
- ユニクロ河内長野店
- ワークマン河内長野店
- 洋服の青山河内長野店
- 紳士服のコナカ河内長野店
- ジョーシンアウトレット河内長野店

### 公園

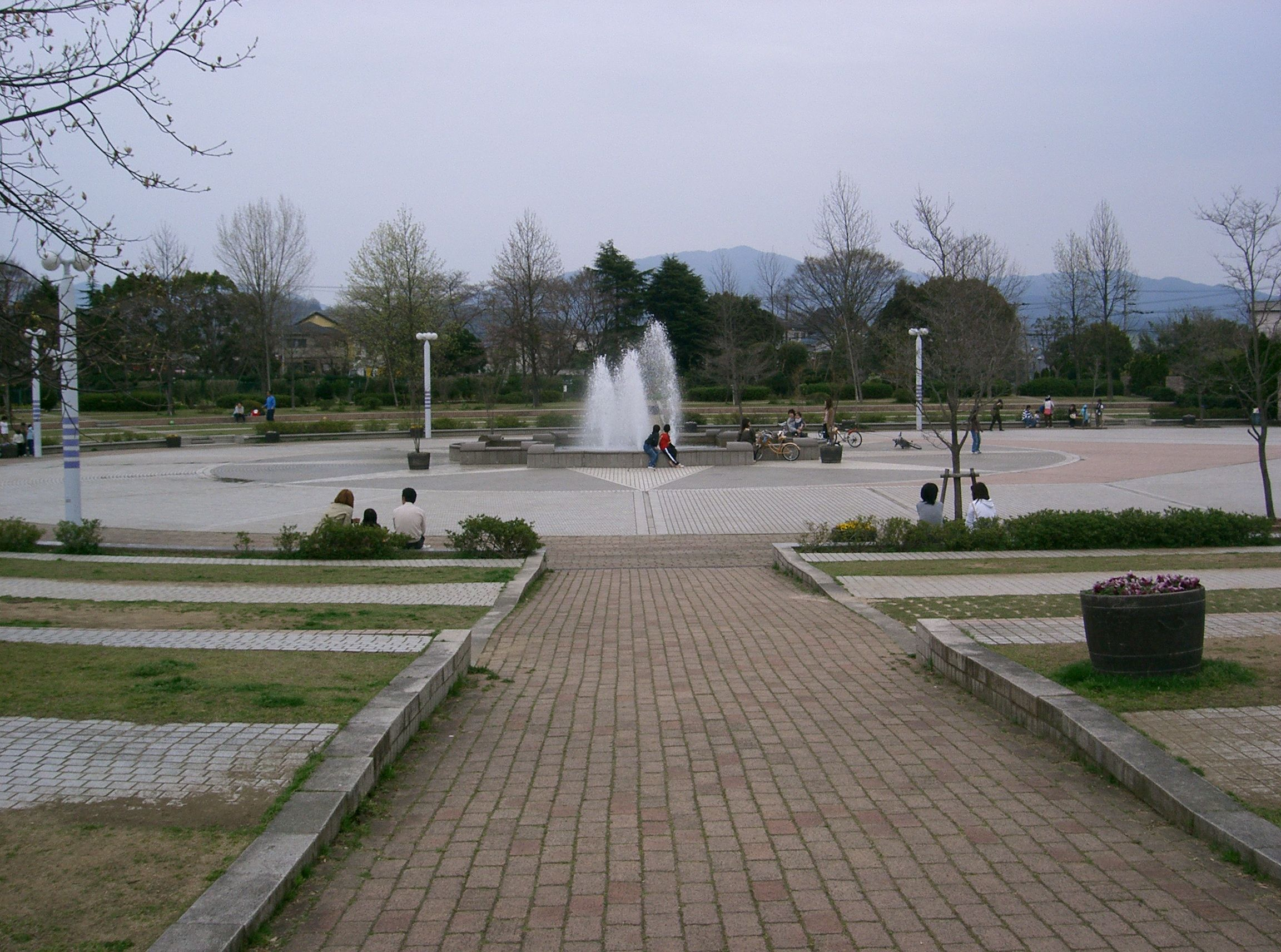
寺ヶ池公園（噴水広場）

- 長野公園
  - 長野地区（奥河内さくら公園）
  - 河合寺地区（奥河内あじさい公園）
  - 延命寺治区（奥河内もみじ公園）
  - 観心寺・丸山地区（奥河内楠公の里）
  - 天野山地区（奥河内天野キャンプの森）
- 寺ヶ池公園
- 烏帽子形公園
- 赤峰市民広場
- 荘園庭球場
- 大阪府立花の文化園

## 交通

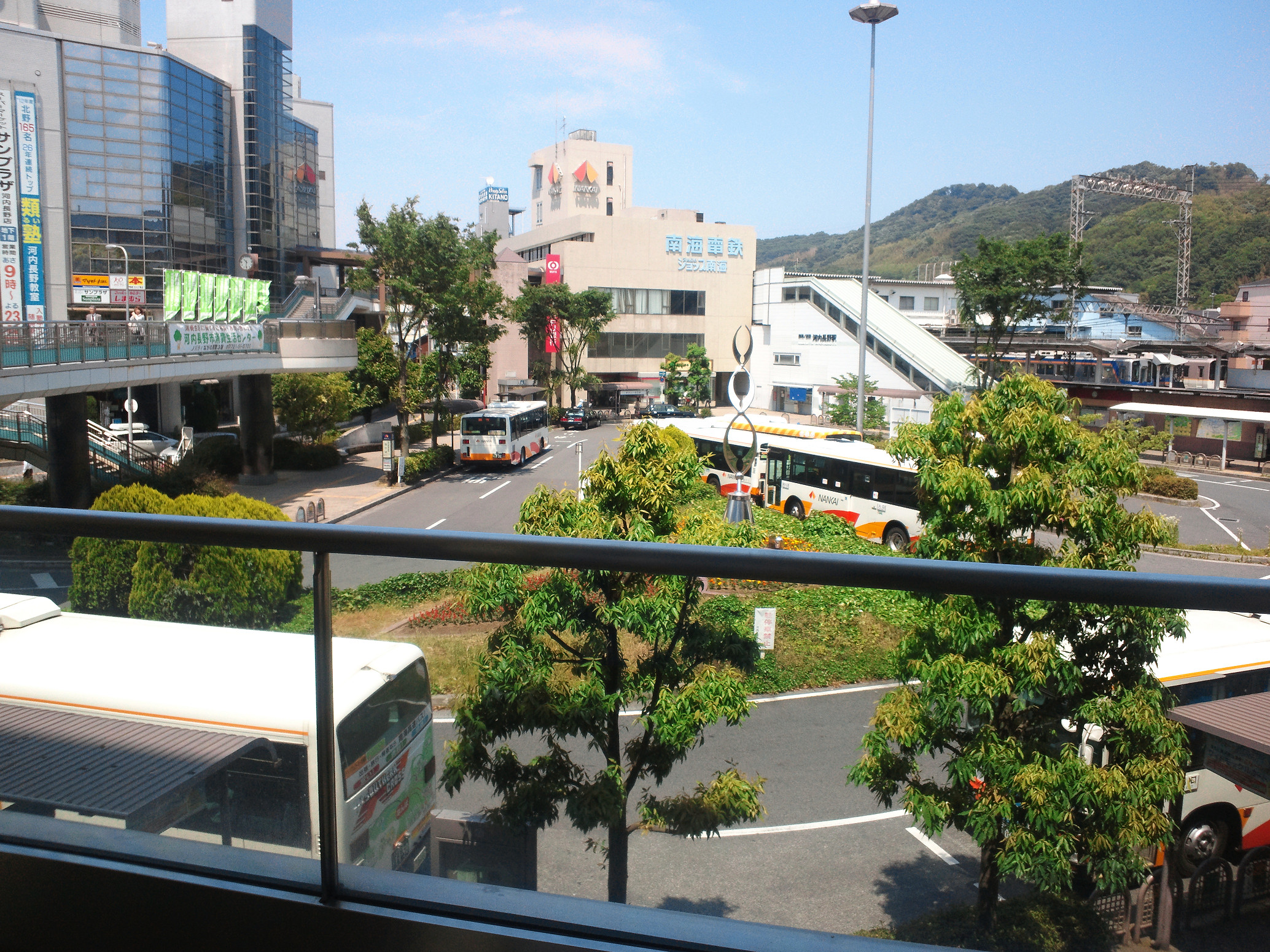
南海河内長野駅

### 鉄道
- 南海電気鉄道
  - 高野線：千代田駅 - 河内長野駅 - 三日市町駅 - 美加の台駅
- 近畿日本鉄道
  - 長野線：汐ノ宮駅 - 河内長野駅

### 路線バス
- 南海バス

ニュータウンを通る路線バスは南海バスが受け持っている。河内長野営業所の管轄で、河内長野市内の一般のバス路線に加え、河内長野市からの委託によりモックルコミュニティバスも運行している。
また、南海バスは関西国際空港と河内長野駅前を結ぶリムジンバス「Sorae」（光明池営業所担当）や、梅田・なんばから南海高野線千代田駅・河内長野駅・三日市町駅・美加の台駅の各駅を結ぶ南海深夜急行バス（堺営業所担当）も運行している。

### 道路

#### 一般国道
- 国道310号
- 国道371号（高野街道）
- 国道170号（大阪外環状線）

#### 大阪府道
- 大阪府道20号枚方富田林泉佐野線
- 大阪府道38号富田林泉大津線
- 大阪府道198号河内長野美原線
- 大阪府道209号東阪三日市線
- 大阪府道217号大野天野線
- 大阪府道218号河内長野かつらぎ線
- 大阪府道221号加賀田片添線